# Petrovice (Puklice)
Petrovice (německy Petrowitz) je malá vesnice, část obce Puklice v okrese Jihlava. Nachází se asi 2 km na severovýchod od Puklic. V roce 2009 zde bylo evidováno 9 adres. V roce 2001 zde trvale žilo 6 obyvatel.
Petrovice leží v katastrálním území Petrovice u Jihlavy o rozloze 0,59 km2.

## Název
Název se vyvíjel od varianty Petrowicz (1318), Petrowitzl (1718), Petrowitz (1720), Petrowitzl (1751), Petrowitz a Petrowice (1720), Petrowitz a Petrovice (1872) až k podobě Petrovice v letech 1881 a 1924. Místní jméno mohlo být odvozeno od patrona místního kostela. Německá varianta Petrowitzl znamenala Petrovičky. Pojmenování je rodu ženského, čísla pomnožného, genitiv zní Petrovic.

## Historie
První písemná zmínka o obci pochází z roku 1318. Od roku 1869 spadají pod Puklice.
Kostel svatých Petra a Pavla byl postaven ve 14. století, v roce 1616 přestavěn s použitím kamene z místní, tehdy již pusté tvrze, jeho existence i existence tvrze dokládá tehdejší význam Petrovic. Majitelé tvrze, Beránkové z Petrovic v té době již sídlí v tvrzi v Přísece, později přestavěné na dodnes dochovaný zámek. Hřbitov okolo petrovického kostela sloužil k pohřbům puklických obyvatel až do roku 1968, kdy bylo otevřeno nové pohřebiště přímo v Puklicích. V kostele je též dochovaný náhrobek Františka Hordara, majitele puklické tvrze (dnes zámku), později začal psát s přídomkem „z Puklice“.

## Přírodní poměry
Petrovice leží v okrese Jihlava v Kraji Vysočina. Nachází se 2,5 km severně od Puklic v nadmořské výšce 486 m. Geomorfologicky je oblast součástí Česko-moravské subprovincie, konkrétně Křižanovské vrchoviny a jejího podcelku Brtnická vrchovina, v jehož rámci spadá pod geomorfologický okrsek Puklická pahorkatina. Nejvyšší bod, Petrovický kopec (525,6 m n. m.), leží západně od vesnice. Severní hranici katastru tvoří řeka Jihlava a jihovýchodní Puklický potok.

## Obyvatelstvo
Podle sčítání 1930 zde žilo v 13 domech 58 obyvatel. 55 obyvatel se hlásilo k československé národnosti. Žilo zde 54 římských katolíků a 2 příslušníci Církve československé husitské.
| Rok            | 1869 | 1880 | 1890 | 1900 | 1910 | 1921 | 1930 | 1950 | 1961 | 1970 | 1980 | 1991 | 2001 | 2011 |
| -------------- | ---- | ---- | ---- | ---- | ---- | ---- | ---- | ---- | ---- | ---- | ---- | ---- | ---- | ---- |
| Počet obyvatel | 135  | 71   | 73   | 72   | 82   | 63   | 58   | 48   | 28   | 19   | 9    | 7    | 6    | 8    |

## Hospodářství a doprava
V obci sídlí firma Domogled s. r. o. Obcí prochází silnice III. třídy č. 4052 do Puklic a železniční trať č. 240 z Brna do Jihlavy. Obcí prochází cyklistická trasa č. 162 z Jihlavy do Luk nad Jihlavou a žlutě značená turistická trasa.

## Pamětihodnosti
- Kostel svatého Petra a Pavla – jednolodní gotický kostel z poloviny 14. století, upravený na počátku 17. století. Nachází se na severním okraji vsi.